# Fu Baoshi

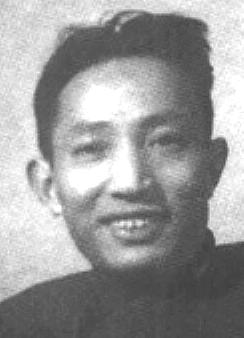
Fu Baoshi 1947 in Nanjing

Fu Baoshi (chinesisch 傅抱石, Pinyin Fù Bàoshí, W.-G. Fu Pao-Shih; eigentlicher Name: Fù Chángshēng, 傅长生; * 5. Oktober 1904 in Xinyu (Jiangxi); † 29. September 1965 in Nanjing) war ein chinesischer Maler der Moderne.

## Leben
In einfachen Verhältnissen aufgewachsen, verlor Fù bereits früh seinen Vater. Von 1933 bis 1935 studierte er in Japan an der Tokioter Hochschule der Schönen Künste. Danach ließ er sich in Nanjing nieder und wurde von Xú Bēihóng als Professor für Kunstgeschichte und Malerei an die Nanjing-Universität berufen. Dort trug er, nicht zuletzt durch zahlreiche Übersetzungen, erheblich zur Erschließung der japanischen Kunst für das chinesische Publikum bei. Weiter war Fu zeitweise Vizepräsident der Chinesischen Künstlervereinigung sowie Präsident der Kunstakademie der Provinz Jiangsu. In den 50er und 60er Jahren reiste er auf der Suche nach neuen Landschaftsmotiven sogar nach Rumänien und in die Tschechoslowakei. In seinen späten Jahren verfiel Fù zunehmend dem Alkohol, was zu seinem relativ frühen Tod beigetragen haben dürfte.
Nach seinem Tod stiftete seine Frau Luo Shihui zahlreiche seiner Werke dem Nanjing-Museum. 2004 errichtete ihm die Stadt Nanjing anlässlich seines 100. Geburtstags ein 2,7 Meter hohes Marmordenkmal.

## Werk
Fùs Malerei knüpft technisch einerseits an die individualistische Gelehrtenmalerei Shí Tāo an, zum anderen zeigt sie aber auch Einflüsse der japanischen Nihonga-Schule, die Fù während eines dortigen Studienaufenthalts kennengelernt hat. Charakteristisch für seinen widersprüchlichen Stil sind zügige und doch akkurate Linienführung und trockene Textur, andererseits aber auch und großflächige Lavierungen.
Thematisch dominieren Landschaften, in denen häufig dem Element Wasser eine zentrale Rolle zukommt: Gelehrte am Bergbach, Landschaft mit Booten, Wasserfall am Jingpo-See, Landschaft im Nebel etc. Daneben hat Fù vielfach auch historische und mythologische Gestalten dargestellt, etwa die Weisen des Bambushains. Seine Frauengestalten, etwa Dame am Xiang-Fluss von 1947, wirken häufig etwas archaisch.
Arbeiten von Fu Baoshi befinden sich im Guangzhou Museum of Art.

## Zum Namen
Ursprünglich lautete Fùs Vorname Chángshēng (长生; „langes Leben“). Später hat er ihn in Verehrung des Qing-Malers Shí Tāo durch Bàoshí (抱石; „Festhalten an Shí“) ersetzt.